# 山陰水産
山陰水産株式会社（さんいんすいさん）は、かつて鳥取県西伯郡米子町灘町一丁目（現・米子市）に存在した水産会社である。

## 概要
営業種目は鮮魚市場、魚貝類委託販売業。魚市場は灘町二丁目にあり、元禄元年からの古い歴史を有し、米子魚商株式会社と米子水産株式会社で経営していたが、後に合併して山陰水産株式会社と改める。市場には専属の魚荷宿（問屋）並びに買親（仲買）の制度があって、小売商人はすべて仲買の手を経なければ直接問屋から買うことができない古くからの慣行で、売買の殷盛は山陰地方にその比を見ぬものがあった。
1934年に刊行された『実業の世界 31（1）一月特輯増大號』には「山陰水産株式会社は米子市灘町一丁目に本社を置き、資本金二十五万円、払込株金十一万八千七百五十円で設立は明治二十七年六月とされているが、現に配当年一割乃至二割の高配を維持し、財閥坂口のドル箱となっている。」とある。

## 役員

### 米子魚商
『日本全国諸会社役員録 明治28年』
- 社長・久山義英[7]
- 常務取締役・船越清太郎[7]
- 取締役・坂口平兵衛[7]
- 監査役・稲田秀太郎、久留亀一郎、岩宮常蔵[7]

『日本全国諸会社役員録 明治29年』
- 社長・坂口平兵衛[8] - 1888年、社長に就任する[9]。
- 取締役・久山義英[8]
- 監査役・稲田秀太郎、久留亀一郎、岩宮常蔵[8]

『日本全国諸会社役員録 明治31年』、『日本全国諸会社役員録 明治42年』
- 社長・坂口平兵衛[10][11]
- 常務取締役・船越清太郎[10][11]
- 取締役・稲田秀太郎[10][11]
- 監査役・岩宮金太郎、久留亀一郎[10][11]

### 米子水産
『日本全国諸会社役員録 明治36年』
- 取締役・中原孝太、油木清三郎、久埜亀吉、日溪一睿[12]
- 監査役・大本猪三郎、花本周左衛門、茅野源太郎[12]

『日本全国諸会社役員録 明治42年』
- 取締役・花本周左衛門、大谷喜次郎、久埜亀吉[10]
- 監査役・高後松寿、茅野源太郎[10]

### 山陰水産
『日本全国諸会社役員録 第32回』
- 取締役・坂口平兵衛、坂口惣五郎、稲田元長[13]
- 監査役・岩宮金太郎、久留藤三郎[13]

『日本全国諸会社役員録 第34回』
- 社長・坂口平兵衛[14]
- 常務取締役・坂口惣五郎[1][14]
- 取締役・稲田元長[14]
- 監査役・岩宮金太郎、久留藤三郎[14]

『日本全国諸会社役員録 第39回』
- 社長・坂口平兵衛[15]
- 常務取締役・坂口惣五郎[15]
- 取締役・稲田元長[15]
- 監査役・久留藤三郎、服部勝之助[15]

『日本全国諸会社役員録 第43回』
- 取締役（代表）・坂口惣五郎[16]
- 取締役・坂口清太郎（のち坂口平兵衛）、稲田元良[16]
- 監査役・青砥兵次郎、亀家繁三郎[16]

『日本全国諸会社役員録 第45回』
- 社長・坂口惣五郎[17]
- 取締役・坂口平兵衛、稲田元良[17]
- 監査役・青砥兵次郎、亀家繁三郎、久留藤三郎[17]

## 出張所
- 境港[1]